# Paggio

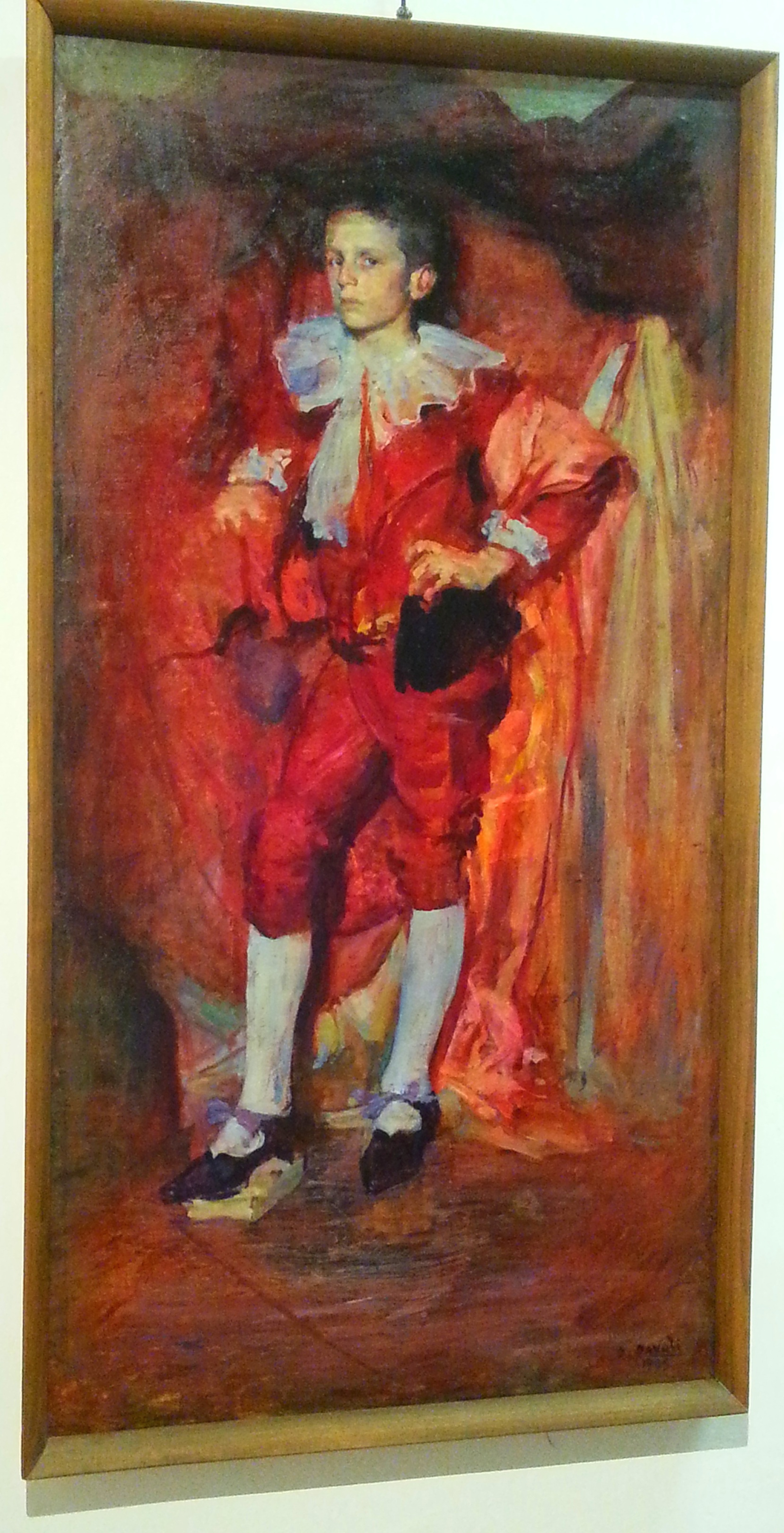
Ottorino Davoli, Il paggio

Il paggio era un giovinetto o un servitore che, nei sistemi di vita aristocratici, si occupava dei servizi domestici del nobile.

## Storia
Professione in uso da tempo antichissimo, fu mantenuta per molti secoli, specialmente nelle corti, in cui era un giovinetto di nobile famiglia, che servendo principi e grandi cavalieri apprendeva le discipline militari per essere quindi promosso a cariche di rango nell'esercito.
Nell'ambiente milanese dell'epoca post-rinascimentale era anche denominato "luigio".
Si chiamava paggio anche il giovane, di famiglia non nobile, che serviva per mercede ed aveva cura dei cavalli e delle armi del suo signore (barone o  uomo d'arme).
Nella marina da guerra veneziana invece erano detti paggi gli apprendisti della galea, addetti al maestro ramiere, o armaiolo, o barilaro, o dispensiere o calafato, che costituivano lo stato minore tecnico.